# Stotzheim (Bas-Rhin)
Stotzheim (deutsch Stotzheim im Elsass) ist eine französische Gemeinde mit 1090 Einwohnern (Stand 1. Januar 2021) im Département Bas-Rhin in der Region Grand Est (bis 2015 Elsass). Sie gehört zum Arrondissement Sélestat-Erstein und zum Kanton Obernai. Die Einwohner werden Stotzheimois genannt.

## Geografie
Die Gemeinde Stotzheim liegt in der Oberrheinebene, etwa 25 Kilometer südwestlich von Straßburg. Lediglich im Südwesten hat die Gemeinde einen kleinen Anteil an der mit Weinreben bepflanzten Vorbergzone der Vogesen. Die Andlau bildet die nördliche, die Scheer die südöstliche Gemeindegrenze Stotzheims.
Das Siedlungsgebiet des Dorfes zieht sich den Muehlbach entlang, einem künstlichen Abzweig der Andlau.
Nachbargemeinden von Stotzheim sind Zellwiller im Norden, Kertzfeld im Osten, Huttenheim und Sermersheim im Südosten, Epfig im Süden sowie Saint-Pierre im Westen.

## Geschichte
Der Name Stotzheim ist vom mundartlichen Ausdruck storze abgeleitet, was Baumstumpf bedeutet, deshalb werden auf dem Stadtwappen drei Baumstämme dargestellt.
783 wurde Stotzheim in einer Urkunde des Klosters Weißenburg erstmals erwähnt, als Stozzesvillare, 814 als Stotezheim in einer Urkunde von Ludwig dem Frommen. 1314 erwarb der Bischof von Straßburg die Gemeinde.
1444 wurde Stotzheim während des Hundertjährigen Kriegs (1337–1453) von Armagnacs geplündert. Im Dreißigjährigen Krieg (1618–1648) wurde es von den Schweden geplündert, die die Kirche anzündeten. Eine neue Kirche wurde erst 1765 gebaut.
Von 1871 bis zum Ende des Ersten Weltkrieges gehörte Stotzheim als Teil des Reichslandes Elsaß-Lothringen zum Deutschen Reich und war dem Kreis Schlettstadt im Bezirk Unterelsaß zugeordnet.

### Bevölkerungsentwicklung
| Jahr      | 1910 | 1962 | 1968 | 1975 | 1982 | 1990 | 1999 | 2008 | 2017 |
| Einwohner | 1299 | 1002 | 1021 | 1072 | 1005 | 953  | 960  | 1038 | 1064 |

## Kultur und Sehenswürdigkeiten
Die Kirche Saint-Nicolas wurde 1765 an Stelle einer Vorgängerkirche aus dem Jahr 1626 errichtet.
Die Burg Grünstein wurde im 13. Jahrhundert erbaut, jedoch im 16. Jahrhundert durch das heutige Schloss ersetzt. 1298 wird es als Schollenhof in einer Urkunde erwähnt, 1339 als Steinernestock und erst ab 1690 als Pierre Verte oder „Grünstein“. Es wurde 1986 in das Zusatzverzeichnis der Monuments historiques eingetragen. Das Schloss befindet sich im Privatbesitz.
Stotzheim ist mit drei Blumen im Conseil national des villes et villages fleuris („Nationalrat der beblümten Städte und Dörfer“) vertreten. Die „Blumen“ werden im Zuge eines regionalen Wettbewerbs verliehen, wobei maximal drei Blumen erreicht werden können.
|  |  |

## Gemeindepartnerschaften
Seit 1965 ist Stotzheim mit der deutschen Gemeinde Ortenberg, etwa 35 Kilometer Luftlinie auf der anderen Seite des Rheins gelegen, partnerschaftlich verbunden.

## Persönlichkeiten
- Karl Maria von Andlau-Homburg (1865–1935), Jesuitenpater, Vertrauter des Kaisers Karl I. von Österreich
- Hubert Franz Maria von Andlau-Homburg (1868–1959), Gutsbesitzer und Politiker, war von 1902 bis 1935 Bürgermeister von Stotzheim.